# New York Sour
Pour les articles homonymes, voir New York (homonymie) et Sour (homonymie).
Le New York Sour est un cocktail officiel de l'IBA, à base de whisky, jus de citron, sirop de sucre, blanc d’œuf, et vin rouge,.

## Histoire
Ce cocktail est une variante new-yorkaise des cocktails sour (aigre, en anglais), whiskey sour, ou Manhattan...

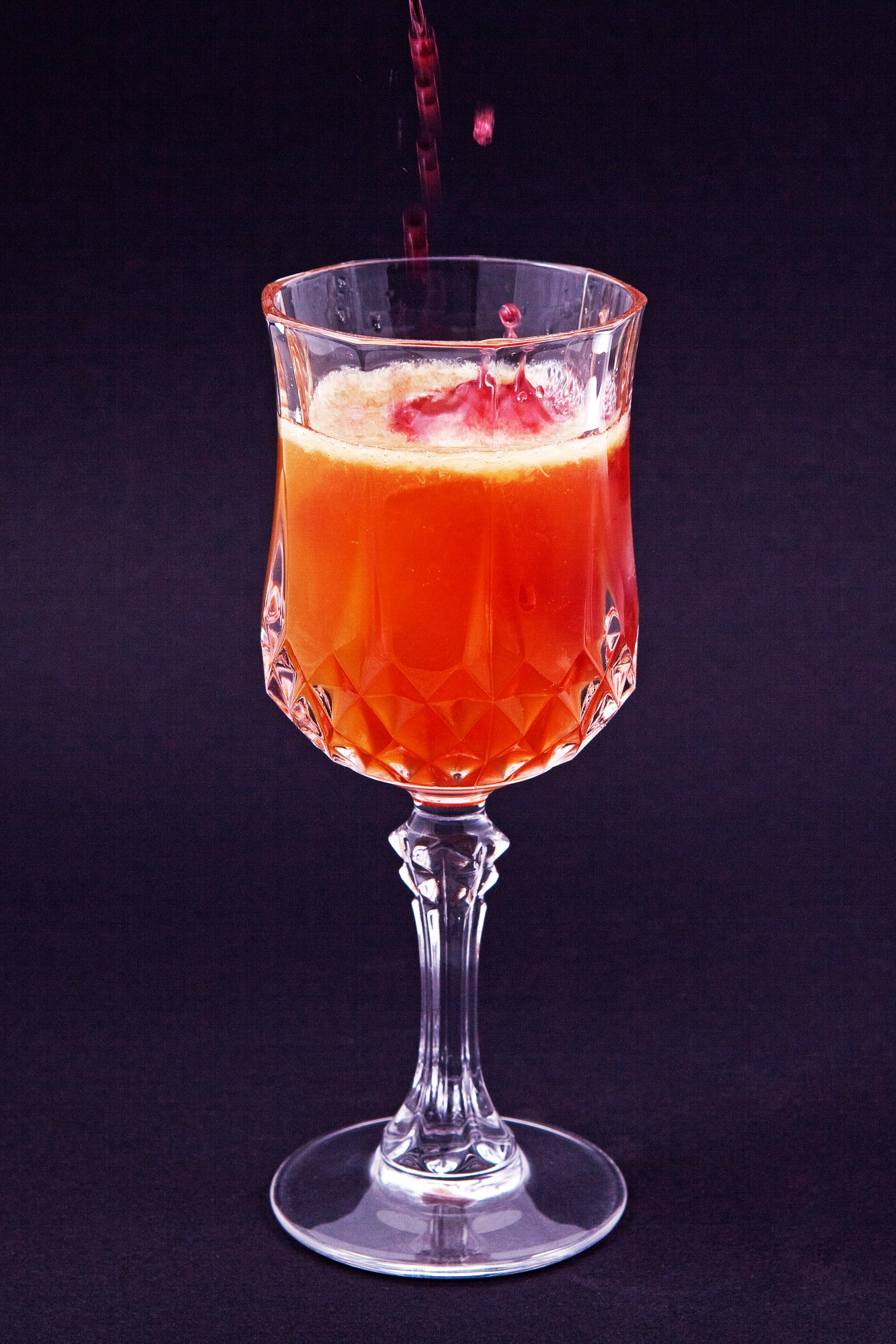

## Recette
Frapper whisky, jus de citron frais, sirop de sucre, blanc d'œuf, et glaçons dans un shaker. Verser le mélange filtré dans un verre à whisky Old Fashioned glass réfrigéré rempli de glaçons (on the rocks). Verser le vin rouge sur le dos d'une cuillère pour colorer la partie supérieure du cocktail. Présenter avec une rondelle ou un zeste de citron, ou une cerise au marasquin,,.

## Ingrédients IBA
- 60 ml de whisky (de seigle ou bourbon)
- 30 ml de jus de citron frais
- 22,5 ml de sirop de sucre
- 1 blanc d’œuf
- 15 ml de vin rouge (shiraz ou malbec)